# Kneippen

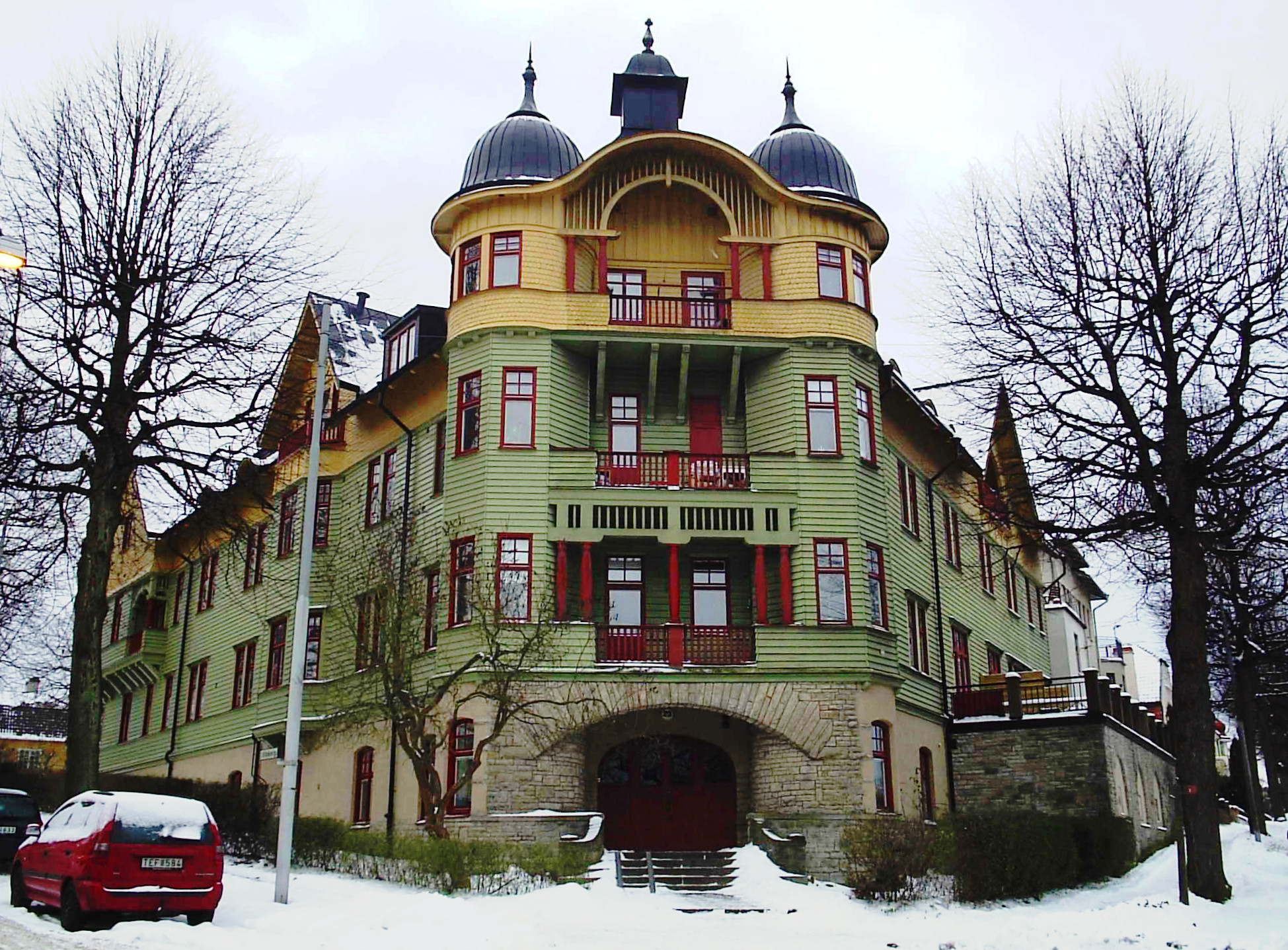
Det forna Stora pensionatet i Kneippen, i hörnet av Kneippgatan och Vinkelgatan. Huset byggdes 1898 och här hölls pensionat fram till 1918, därefter hyrdes rummen ut som hyresrätter och togs över av HSB 1936 och omvandlades till bostadsrätter.

Kneippen, tidigare Kneippbaden, är en stadsdel i Norrköping, vilken tillkom med sin villabebyggelse för överklassen kring sekelskiftet 1900.

## Historik
Kneippens centrum var en frekventerad kuranläggning med kurhotell, gästhus och restaurang som verkade 1898–1918 efter förebild i Sebastian Kneipps anläggning Wörishofen i Bayern. Femöresbron tillkom för att kurgästerna skulle kunna ta sig över Motala ström till Folkparken. Prins Carl och Erik Adolf Unge var återkommande gäster. Därutöver hade man i Kneippen en egen nöjespark som hette Hultet och till Norrköpingsutställningen 1906 restes ett utsiktstorn som var i bruk i nästan tre decennier.
Mycket av den äldre bebyggelsen har rivits under efterkrigstiden och ersatts av modernare hus, även om sekelskiftesstämningen med villor finns kvar. Spårvägen drogs tidigt hit och hade en vändslinga vid Västra station. Kneippen hade dessutom egen barnmorska, borgarbrandkår och droskstation.
För området som nu utgör stadsdelen inrättades 1900 Borgs villastads municipalsamhälle i Borgs landskommun, som omfattade de tätbebyggda delarna av Norrköping utanför Norrköpings stad. Både landskommunen och municipalsamhället inkorporerade 1935 i staden.
Kneippen anses fortfarande vara ett exklusivt område, med många påkostade och vackra bostäder.
I närheten av Kneippen ligger Motala ström.

## Befolkningsutveckling
| Befolkningsutvecklingen i Borgs villastad 1900–1900 | Befolkningsutvecklingen i Borgs villastad 1900–1900 | Befolkningsutvecklingen i Borgs villastad 1900–1900 | Befolkningsutvecklingen i Borgs villastad 1900–1900 | Befolkningsutvecklingen i Borgs villastad 1900–1900 |
| --------------------------------------------------- | --------------------------------------------------- | --------------------------------------------------- | --------------------------------------------------- | --------------------------------------------------- |
|                                                     |                                                     |                                                     |                                                     |                                                     |
| År                                                  |                                                     |                                                     | Folkmängd                                           |                                                     |
| 1900                                                | 1900                                                |                                                     | 425                                                 | †                                                   |
| † Befolkning runt ett municipalsamhälle 1900.       |                                                     |                                                     |                                                     |                                                     |